# Сарвинська сільська рада
Са́рвинська сільська рада (рос. Сарвинский сельский совет) — муніципальне утворення у складі Нурімановського району Башкортостану, Росія. Адміністративний центр та єдиний населений пункт — присілок Сарва.

## Населення
Населення — 239 осіб (2019, 271 в 2010, 360 в 2002).